# Puchar Świata w saneczkarstwie (tory naturalne) 2012/2013
Puchar Świata w saneczkarstwie 2012/2013 na torach naturalnych – 21. edycja zawodów w saneczkarstwie. Zawodnicy podczas tego sezonu wystąpili w sześciu zawodach tego cyklu rozgrywek w pięciu miejscowościach. Rywalizacja rozpoczęła się w Laas 28 grudnia 2012, a zakończyła się w Vatra Dornei 27 lutego 2013 roku.
Oprócz rywalizacji pucharowej w sezonie 2012/13 odbyły się trzy ważne imprezy: mistrzostwa świata we włoskiej Nova Ponente (24-27 stycznia 2013), mistrzostwa Europy w zjazdach na sankach w austriackim Oberperfuss (15-17 lutego 2013) oraz mistrzostwa europy juniorów w rosyjskim Nowouralsku (8-10 lutego 2013).

## Kalendarz zawodów Pucharu Świata
| Lp.                                                         | Data                  | Miejscowość      | Konkurencja       | 1 miejsce                                                                            | 2 miejsce                                                                          | 3 miejsce                                                                            |
| ----------------------------------------------------------- | --------------------- | ---------------- | ----------------- | ------------------------------------------------------------------------------------ | ---------------------------------------------------------------------------------- | ------------------------------------------------------------------------------------ |
| 1. PŚ                                                       | 28 – 30 grudnia 2012  | Lass             | Jedynki kobiet    | Jekatierina Ławrientjewa                                                             | Greta Pinggera                                                                     | Evelin Lanthaler                                                                     |
| 1. PŚ                                                       | 28 – 30 grudnia 2012  | Lass             | Jedynki mężczyzn  | Patrick Pigneter                                                                     | Thomas Schopf                                                                      | Hannes Clara                                                                         |
| 1. PŚ                                                       | 28 – 30 grudnia 2012  | Lass             | Dwójki mężczyzn   | Włochy Patrick Pigneter · Florian Clara                                              | Austria Christian Schopf · Andreas Schopf                                          | Rosja Paweł Porszniew · Iwan Łazariew                                                |
| 1. PŚ                                                       | 28 – 30 grudnia 2012  | Lass             | Konkurs drużynowy | Rosja Jekatierina Ławrientjewa · Stanisław Kowszyk · Paweł Porszniew – Iwan Łazariew | Włochy Greta Pinggera · Hannes Clara · Patrick Pigneter – Florian Clara            | Austria Tina Unterberger · Thomas Schopf · Christian Schopf – Andreas Schopf         |
| 2. PŚ                                                       | 11 – 13 stycznia 2013 | Moos in Passeier | Jedynki kobiet    | Jekatierina Ławrientjewa                                                             | Evelin Lanthaler                                                                   | Melanie Schwarz                                                                      |
| 2. PŚ                                                       | 11 – 13 stycznia 2013 | Moos in Passeier | Jedynki mężczyzn  | Thomas Kammerlander                                                                  | Patrick Pigneter                                                                   | Hannes Clara                                                                         |
| 2. PŚ                                                       | 11 – 13 stycznia 2013 | Moos in Passeier | Dwójki mężczyzn   | Włochy Patrick Pigneter · Florian Clara                                              | Austria Christian Schopf · Andreas Schopf                                          | Rosja Paweł Porszniew · Iwan Łazariew                                                |
| 2. PŚ                                                       | 11 – 13 stycznia 2013 | Moos in Passeier | Konkurs drużynowy | Włochy Evelin Lanthaler · Hannes Clara · Patrick Pigneter – Florian Clara            | Austria Tina Unterberger · Thomas Kammerlander · Christian Schopf – Andreas Schopf | Rosja Jekatierina Ławrientjewa · Stanisław Kowszyk · Paweł Porszniew – Iwan Łazariew |
| 3. PŚ                                                       | 18-20 stycznia 2013   | Umhausen         | Jedynki kobiet    | Jekatierina Ławrientjewa                                                             | Melanie Schwarz                                                                    | Evelin Lanthaler                                                                     |
| 3. PŚ                                                       | 18-20 stycznia 2013   | Umhausen         | Jedynki mężczyzn  | Patrick Pigneter                                                                     | Hannes Clara                                                                       | Thomas Kammerlander                                                                  |
| 3. PŚ                                                       | 18-20 stycznia 2013   | Umhausen         | Dwójki mężczyzn   | Rosja Paweł Porszniew · Iwan Łazariew                                                | Włochy Patrick Pigneter · Florian Clara                                            | Austria Christian Schopf · Andreas Schopf                                            |
| 3. PŚ                                                       | 18-20 stycznia 2013   | Umhausen         | Konkurs drużynowy | Rosja Jekatierina Ławrientjewa · Stanisław Kowszyk · Paweł Porszniew – Iwan Łazariew | Włochy Melanie Schwarz · Hannes Clara · Patrick Pigneter – Florian Clara           | Austria Christina Götschl · Thomas Kammerlander · Christian Schopf – Andreas Schopf  |
| Mistrzostwa świata – Deutschnofen                           |                       |                  |                   |                                                                                      |                                                                                    |                                                                                      |
| 4. PŚ                                                       | 1-2 lutego 2013       | Kindberg         | Jedynki kobiet    | Jekatierina Ławrientjewa                                                             | Greta Pinggera                                                                     | Liudmiła Aksenenko                                                                   |
| 4. PŚ                                                       | 1-2 lutego 2013       | Kindberg         | Jedynki mężczyzn  | Hannes Clara                                                                         | Alex Gruber                                                                        | Thomas Kammerlander                                                                  |
| 4. PŚ                                                       | 1-2 lutego 2013       | Kindberg         | Dwójki mężczyzn   | Włochy Patrick Pigneter · Florian Clara                                              | Włochy Hannes Clara · Stefan Gruber                                                | Austria Christian Schopf · Andreas Schopf                                            |
| 4. PŚ                                                       | 1-2 lutego 2013       | Kindberg         | Konkurs drużynowy | Rosja Jekatierina Ławrientjewa · Stanisław Kowszyk · Paweł Porszniew – Iwan Łazariew | Włochy Greta Pinggera · Alex Gruber · Hannes Clara – Stefan Gruber                 | Austria Marlies Wagner · Thomas Kammerlander · Christian Schopf – Andreas Schopf     |
| Mistrzostwa Europy juniorów – Nowouralsk                    |                       |                  |                   |                                                                                      |                                                                                    |                                                                                      |
| 5. PŚ                                                       | 22-24 lutego 2013     | Vatra Dornei     | Jedynki kobiet    | Jekatierina Ławrientjewa                                                             | Evelin Lanthaler                                                                   | Greta Pinggera                                                                       |
| 5. PŚ                                                       | 22-24 lutego 2013     | Vatra Dornei     | Jedynki mężczyzn  | Patrick Pigneter                                                                     | Michael Scheikl                                                                    | Dominik Holzknecht                                                                   |
| 5. PŚ                                                       | 22-24 lutego 2013     | Vatra Dornei     | Dwójki mężczyzn   | Włochy Patrick Pigneter · Florian Clara                                              | Austria Christian Schopf · Andreas Schopf                                          | Austria Christoph Regensburger · Dominik Holzknecht                                  |
| 5. PŚ                                                       | 22-24 lutego 2013     | Vatra Dornei     | Konkurs drużynowy | Rosja Jekatierina Ławrientjewa · Jurij Tałych · Aleksandr Jegorow – Piotr Popow      | Austria Tina Unterberger · Michael Scheikl · Christian Schopf – Andreas Schopf     | Włochy Evelin Lanthaler · Hannes Clara · Patrick Pigneter – Florian Clara            |
| 6. PŚ                                                       | 25-27 lutego 2013     | Vatra Dornei     | Jedynki kobiet    | Jekatierina Ławrientjewa                                                             | Evelin Lanthaler                                                                   | Greta Pinggera                                                                       |
| 6. PŚ                                                       | 25-27 lutego 2013     | Vatra Dornei     | Jedynki mężczyzn  | Patrick Pigneter                                                                     | Michael Scheikl                                                                    | Thomas Kammerlander                                                                  |
| 6. PŚ                                                       | 25-27 lutego 2013     | Vatra Dornei     | Dwójki mężczyzn   | Austria Christian Schopf · Andreas Schopf                                            | Rosja Aleksandr Jegorow · Piotr Popow                                              | Włochy Patrick Pigneter · Florian Clara                                              |
| 6. PŚ                                                       | 25-27 lutego 2013     | Vatra Dornei     | Konkurs drużynowy | Włochy Evelin Lanthaler · Anton Blasbichler · Patrick Pigneter – Florian Clara       | Rosja Jekatierina Ławrientjewa · Jurij Tałych · Aleksandr Jegorow – Piotr Popow    | Austria Tina Unterberger · Michael Scheikl · Christian Schopf – Andreas Schopf       |
| Mistrzostwa Europy w zjeździe na sankach 2013 – Oberperfuss |                       |                  |                   |                                                                                      |                                                                                    |                                                                                      |

## Wyniki

### Kobiety
| lp.  | zawodnik                 | kraj     | punkty |
| ---- | ------------------------ | -------- | ------ |
| 1.   | Jekatierina Ławrientjewa | Rosja    | 600    |
| 2.   | Evelin Lanthaler         | Włochy   | 455    |
| 3.   | Greta Pinggera           | Włochy   | 430    |
| 4.   | Liudmiła Aksienienko     | Rosja    | 318    |
| 5.   | Melanie Schwarz          | Włochy   | 317    |
| 6.   | Tina Unterberger         | Austria  | 297    |
| 7.   | Veronika Nachmann        | Niemcy   | 238    |
| 8.   | Christina Götschl        | Austria  | 224    |
| 9.   | Petra Dragičević         | Słowenia | 214    |
| 9.   | Marlies Wagner           | Austria  | 214    |
| .... |                          |          |        |
| 12.  | Wioletta Ryś             | Polska   | 186    |

### Mężczyźni
| lp.  | zawodnik            | kraj    | punkty |
| ---- | ------------------- | ------- | ------ |
| 1.   | Patrick Pigneter    | Włochy  | 524    |
| 2.   | Hannes Clara        | Włochy  | 440    |
| 3.   | Thomas Kammerlander | Austria | 420    |
| 4.   | Michael Scheikl     | Austria | 391    |
| 5.   | Thomas Schopf       | Austria | 343    |
| 6.   | Stanisław Kowszyk   | Rosja   | 247    |
| 7.   | Jurij Tałych        | Rosja   | 238    |
| 8.   | Alex Gruber         | Włochy  | 231    |
| 9.   | Adam Jędrzejko      | Polska  | 206    |
| 10.  | Florian Clara       | Włochy  | 199    |
| .... |                     |         |        |
| 14.  | Damian Waniczek     | Polska  | 157    |
| 21.  | Andrzej Laszczak    | Polska  | 113    |

### Dwójki mężczyzn
| lp. | zawodnik                              | kraj    | punkty |
| --- | ------------------------------------- | ------- | ------ |
| 1.  | Patrick Pigneter – Florian Clara      | Włochy  | 555    |
| 2.  | Christian Schopf – Andreas Schopf     | Austria | 495    |
| 3.  | Paweł Porszniew – Iwan Łazariew       | Rosja   | 405    |
| 4.  | Aleksandr Jegorow – Piotr Popow       | Rosja   | 342    |
| 5.  | Rupert Brüggler – Tobias Angerer      | Austria | 293    |
| 6.  | Björn Kierspel – Christian Wichan     | Niemcy  | 285    |
| 7.  | Andrzej Laszczak – Damian Waniczek    | Polska  | 268    |
| 8.  | Hannes Clara – Stefan Gruber          | Włochy  | 241    |
| 9.  | Pawieł Silin – Iwan Rodin             | Rosja   | 204    |
| 10. | Christian Schatz – Gerhard Mühlbacher | Austria | 184    |